# Namdapha-Nationalpark
Der Namdapha-Nationalpark ist ein Nationalpark im Nordosten Indiens. Der Park liegt im Bundesstaat Arunachal Pradesh und erstreckt sich über eine Fläche von knapp 2.000 Quadratkilometern.

## Lage und Klima
Der Namdapha-Nationalpark liegt in Arunachal Pradesh im Nordosten Indiens. Er umfasst 1.808 km² und eine 245 km² große Pufferzone. Der Nationalpark hat seinen Namen vom gleichnamigen Fluss Namdapha erhalten, der hier seine Quelle hat und den Park in Nord-Süd-Richtung durchfließt. Im Norden wird der Nationalpark vom Kamlang-Wildreservat begrenzt, im Westen bildet der Noa-Dihing-Fluss eine natürliche Grenze. Im Süden und Südosten des Parks erheben sich Bergketten die nach Myanmar hinüber reichen. Die Höhenlagen des Reservates reichen von 200 m bis 4571 m über dem Meeresspiegel. Im Parkgebiet liegen 27 Dörfer, in denen nahezu 10.000 Menschen leben. Unter ihnen stellen die Chakma die Mehrheit dar.
Der Nationalpark liegt im Bereich des 27. Breitengrads und damit in den Subtropen. Aufgrund der starken Höhenunterschiede variiert das Ortsklima jedoch erheblich. In den Tälern herrscht ein subtropisches und auf den Bergöhen ein alpines Klima. Es lassen sich vier Jahreszeiten unterscheiden: die kalte Jahreszeit im Dezember und Februar, die Vormonsunzeit von März bis Mai, die Zeit des Südwestmonsuns von Juni bis September und die Pos-Monsunperiode von Oktober bis November. Die Gegend ist außerordentlich regenreich mit einem Jahresniederschlag von bis 6300 mm. Etwa 75 % des Jahresniederschlags fallen während der Südwestmonsunzeit und etwa 15 % während der Zeit des Nordostmonsuns von Dezember bis März.

## Geschichte
Das Gebiet des späteren Nationalparks hatte anfänglich den Status eines geschützten Waldgebiets (reserve forest). Am 2. Oktober 1972 wurde es zu einem Naturschutzgebiet (wildlife sanctuary) heraufgestuft und am 12. Mai 1983 erhielt es den Status eines Nationalparks. Wenig später wurde es am 15. März 1983 auch zu einem offiziellen Tigerreservat erklärt.

## Flora und Fauna

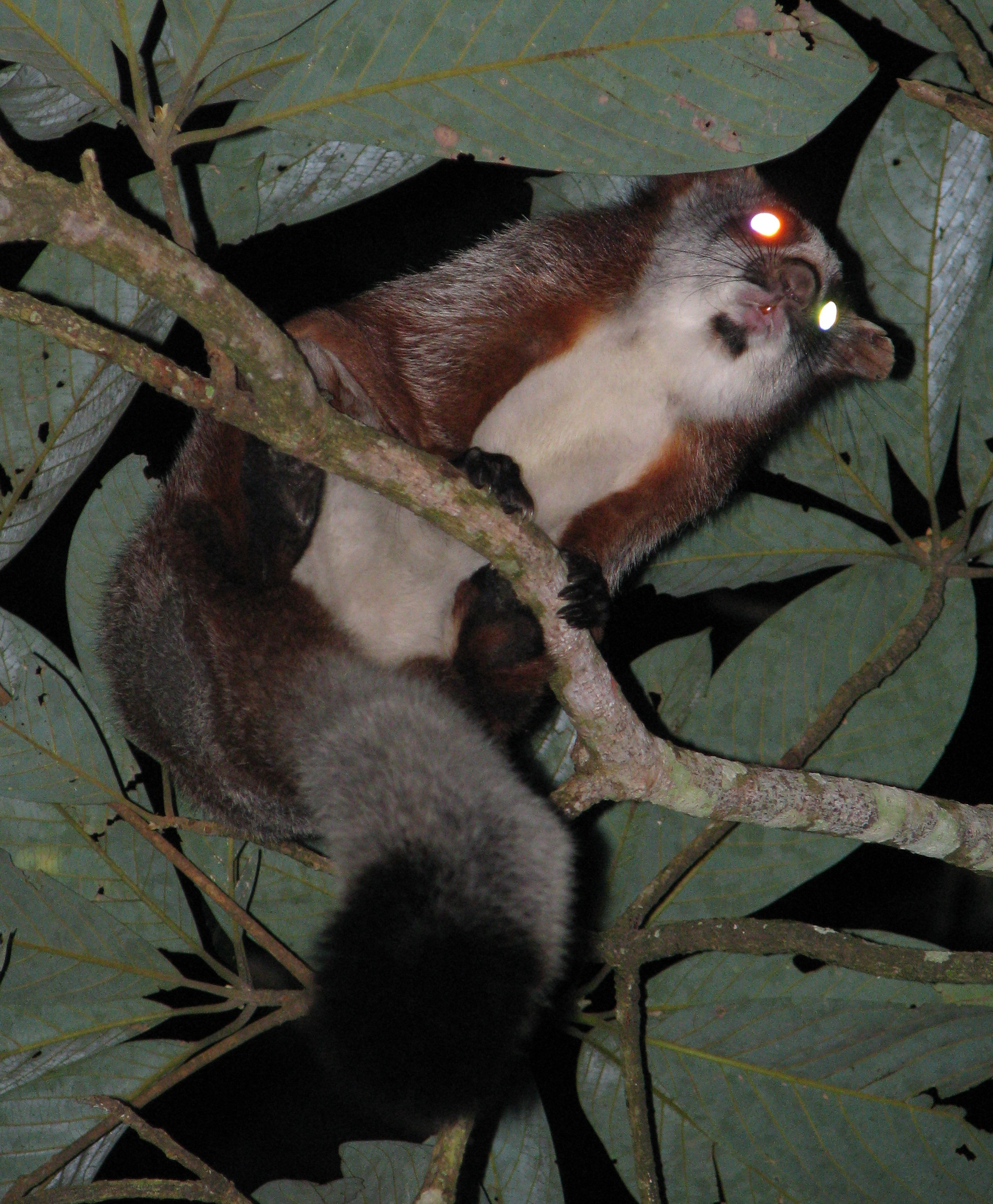
Taguan (Petaurista petaurista)

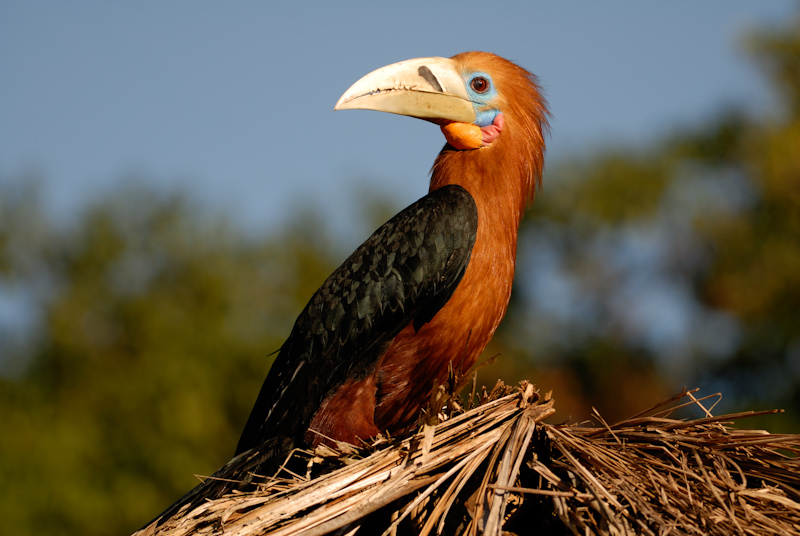
Nepalhornvogel (Aceros nipalensis) im Nationalpark

Da das Gelände von Tieflagen bis auf 4.500 Meter über dem Meeresspiegel ansteigt, ist die Vegetation sehr vielgestaltig und reicht von tropischen und subtropischen Regenwäldern am Fuß der Berge über gemäßigte Laubwälder in mittleren Lagen bis hin zu alpinen Matten und ganzjährigen Schneefeldern. Dementsprechend reichhaltig ist auch die Tierwelt, die sowohl Arten des tropischen Südostasiens als auch Arten des Himalaya-Gebietes beinhaltet. So bietet Namdapha Lebensraum für Bengalische Tiger, Indische Leoparden, Nebelparder und Schneeleoparden. Weitere große Raubtiere sind Asiatische Wildhunde, Wölfe und Kragenbären.
Auch die großen Pflanzenfresser sind reichhaltig vertreten und umfassen einerseits tropische Arten wie Elefanten, Gaure, wilde Wasserbüffel, Sambarhirsche, Schweinshirsche, Indische Muntjaks und Wildschweine, aber andererseits auch typische Gebirgstiere wie Gorale, Seraue, Takins und Blauschafe. Die Affenarten sind durch sieben Arten im Park vertreten; darunter sind Plumplori, Hulock-Gibbon, Rhesusaffe, Bärenmakak, Assam-Makak und Kappenlangur. Kleinere Raubtiere sind durch Kleine Pandas, Binturongs und zahlreiche Katzen und Schleichkatzenarten vertreten. Für einige darunter, wie etwa den Hulock-Gibbon, stellt Namdapha eines der letzten Refugien dar. Eine Studie im Winter 2006/2007 erfasste 50 Exemplare dieser seltenen Affenart im Nationalparkgebiet.
Die Vogelwelt ist reichhaltig und beispielsweise durch Berghaubenadler, Indochina-Pfaufasan, Maskeneulen und Nepalhornvögel vertreten.
Insgesamt beherbergt der Nationalpark 69 Säugetierarten und 233 Vogelarten.
Eine jüngere Studie, die mit Hilfe von Kamerafallen durchgeführt wurde, ergab jedoch, dass die Großtierbestände des Parks sehr niedrig sind. Ursache dürfte übermäßige Wilderei sein. So konnten keine Anzeichen für Tiger im Park festgestellt werden. Das einzige Großraubtier, das belegt wurde, ist der Nebelparder. Leoparden und Wildhunde konnten nur indirekt, durch Kot und Fährten, nachgewiesen werden und dürften noch in kleinen Populationen vorhanden sein. Gleiches gilt für den Gaur und den Serau. Lediglich eine kleine Elefantenherde scheint den Park noch regelmäßig aufzusuchen. Sicher belegt wurden Populationen von Sambarhirschen, Wildschweinen, Indischen Muntjaks und zahlreichen Kleinraubtierarten. Einige Jahre später, im Jahr 2012, konnte jedoch erstmals ein Tiger mit Hilfe einer Kamerafalle nachgewiesen werden. Dazu gelangen weitere Aufnahmen von anderen Großtieren, was beweist, dass es um die Tierbestände im Park besser steht als zunächst befürchtet.